# كريستينا بيرسون
كريستينا بيرسون (بالسويدية: Kristina Persson)(ولدت في 16 أبريل 1945)، هي سياسية سويدية تنتمي إلى الحزب الاشتراكي الديمقراطي. شغلت منصب وزيرة التعاون الشمالي ومنصب وزيرة التنمية الإستراتيجية في حكومة رئيس الوزراء ستيفان لوفين، وذلك من أكتوبر 2014 حتى مايو 2016.

## المسيرة المهنية
بدأت بيرسون مسيرتها المهنية في وزارة المالية عام 1971، ثم انتقلت إلى أمانة الدراسات المستقبلية، وقضت عقد الثمانينيات في العمل النقابي – بداية في اتحاد نقابات العمال السويدي، ولاحقًا في أمانة مجلس نقابات الشمال، وأخيرًا في اتحاد الموظفين المحترفين في السويد. خلال تسعينيات القرن العشرين، شغلت منصب عضوة في البرلمان السويدي ثم نائب في البرلمان الأوروبي، قبل أن تصبح حاكمة لإحدى المقاطعات ونائبة لمحافظ البنك المركزي السويدي. ومنذ عام 2007، تولت قيادة مركز التفكير "التحدي العالمي"، الذي أسسته بنفسها.